# Rivière Kongut
La rivière Kongut est un affluent du littoral Est de la baie d'Hudson. Ce cours d'eau coule dans le territoire non organisé de la Baie-d'Hudson, au Nunavik, dans la péninsule d'Ungava, dans la région administrative du Nord-du-Québec, au Québec, au Canada.

## Géographie
Les bassins versants voisins de la rivière Kongut sont :
- côté nord : rivière Innuksuac, ruisseau Kuugajaaraaluk ;
- côté est : rivière Innuksuac ;
- côté sud : ruisseau Kuugajaakallak, ruisseau Kuugaapik, Rivière Kikketeluc, rivière Gladel, rivière Gogabic, rivière Boizard, rivière Qikirtaluup Kuunga ;
- côté ouest : Baie d'Hudson.

La rivière Kongut prend sa source d'un lac sans nom (longueur : 5 km ; altitude : 145 m), situé à 54,5 km (en ligne directe) du littoral est de la baie d'Hudson. Le cours de la rivière se dirige vers l'ouest en traversant plusieurs plans d'eau dont les lacs Tasialukallak et le lac Quurguup Tasialunga situé au sud de la passe Quurngualuk. Son cours s'avère complexe à suivre à cause de l'enchevêtrement des divers plans d'eau.
La rivière Kongut se déverse sur une longue grève face à la Pointe Upirngivikallak dans le canal de Hopewell Sound (passage intérieur protégeant les navigateurs de la forte mer), au sud du village nordique de Inukjuak. L'embouchure de la rivière Kongut fait face à l'île Harrison (longueur : 8,5 km). La passe Quurnguq faisant partie du canal Hopewell Sound sépare l'île Harrison de la presqu'île située sur le continent. Cette presqu'île comporte la Pointe Ujarasujjulik est située dans la partie sud, ainsi que les lacs Tasikallak Tarrasiq et Tasikallak Siqinirsiq.
L'embouchure de la rivière Kongut est situé à 65 km au sud de l'embouchure de la rivière Innuksuac et à 62 km au nord-ouest de l'embouchure de la rivière Qikirtaluup Kuunga.

## Toponymie
Le toponyme rivière Kongut a été officialisé le 5 décembre 1968 à la Commission de toponymie du Québec.